# Весёлое (Житомирская область)
Весёлое (укр. Веселе) (до 1963 — Адамовка) — село на Украине, основано в 1924 году, находится в Пулинском районе Житомирской области.
Население по переписи 2001 года составляет 124 человека. Почтовый индекс — 12035. Телефонный код — 4131.

## Адрес местного совета
12000, Житомирская область, Пулинский р-н, пгт Пулины, ул. Незалежности, 13